# Cmentarz wojenny nr 40 – Bieździedza
Cmentarz wojenny nr 40 - Bieździedza – austriacki cmentarz z I wojny światowej.
Zaprojektowany przez Johanna Jägera. Jest to kwatera na cmentarzu parafialnym w Bieździedzy. Obiekt ogrodzony drewnianym parkanem na kamiennych słupkach. W centrum ustawiono duży drewniany krzyż na kamiennym cokole z inskrypcją: "Do nas pokój przyszedł prędzej niż do Was". Spoczywa tu 29 żołnierzy rosyjskich, 38 niemieckich, jeden austro-węgierski oraz dwóch o nieustalonej narodowości. W latach 2007–2010 przeprowadzono kompleksowy remont.